# Valtchidol (obchtina)
Valtchidol (bulgare : Вълчи дол) est une obchtina de l'oblast de Varna en Bulgarie.